# Ernst Rabenstein
Ernst Rabenstein (* 3. März 1903 in Bad Windsheim; † 22. Juli 1981 in Würzburg) war ein deutscher Politiker (FDP). Er war von 1950 bis 1958 Mitglied des Bayerischen Landtages.

## Leben
Rabenstein lernte zunächst Maschinen- und Werkzeugschlosser. Da er technischer Kaufmann werden wollte, ging er nochmals in die kaufmännische Lehre. Nebenbei besuchte er zahlreiche Privatkurse und übernahm 1924 die Außenorganisation des väterlichen Geschäfts. Im Jahr 1932 wurde er Organisator bei einer Süddeutschen Seifenfabrik. Er machte sich 1936 selbstständig, nahm 1939 am Zweiten Weltkrieg teil und wurde 1940 als Schwerkriegsversehrter entlassen.
Er gehörte zunächst der christlich-soziale Richtung an, wurde dann aber 1946 Mitglied der FDP sowie Bezirksvorsitzender dieser Partei.
Rabenstein war vom 27. November 1950 bis zum 3. Dezember 1958 für den Wahlkreis Unterfranken Mitglied des Bayerischen Landtages sowie der dortigen FDP-Fraktion. Im Landtag war er des Weiteren Mitglied des Ausschusses für Fragen des Beamtenrechts und der Besoldung, des Ausschusses für Eingaben und Beschwerden, des Ausschusses für Geschäftsordnung und Wahlprüfung, des Untersuchungsausschusses zur Prüfung der Filmkredite, des Untersuchungsausschusses zur Prüfung der Vorgänge im Landesentschädigungsamt, des Untersuchungsausschusses zur Prüfung von Kreditfällen und stellvertretendes Mitglied des Zwischenausschusses. 
Außerdem war er Mitglied der 7er-Kommission – Besoldungsordnung, des Bayerischen Rundfunkrates, des Gefängnisbeirates der Strafanstalt Ebrach und von 1955 bis 1958 nichtberufsrichterliches Mitglied des Bayerischen Verfassungsgerichtshofes.